# Bottega Baltazar
La Bottega Baltazar (prima del 2016 nota come Piccola Bottega Baltazar) è un gruppo musicale italiano, originario di Padova.

## Storia del gruppo
Il gruppo nasce nel 2000 dall'incontro di Giorgio Gobbo (chitarre e voce), Sergio Marchesini (fisarmonica e pianoforte) e Marco Toffanin (fisarmonica). Nel 2002 pubblica il primo album Poco tempo, troppa fame - Omaggio a Fabrizio De Andrè. L'anno successivo presentano il secondo album, Canzoni in forma di fiore, il primo interamente di canzoni originali.
Nel 2007 esce Il disco dei miracoli, liberamente tratto dall'opera I miracoli di Val Morel di Dino Buzzati, autore che ha ispirato numerosi progetti del gruppo. Il disco viene premiato con il Premio Italiano Musica Indipendente come uno dei venti migliori album dell'anno.
Nel 2008 ha inizio la collaborazione con il regista Andrea Segre: il gruppo realizza infatti le musiche originali per il docufilm Come un uomo sulla terra, finalista al David di Donatello nel 2009.
Nel 2010 il gruppo pubblica l'album Ladro di rose, con la produzione artistica di Carlo Carcano. Il lavoro viene premiato come "disco imperdibile" del 2010 dal sito La Brigata Lolli.
Nello stesso anno è alla Mostra del Cinema di Venezia in occasione della consegna del Premio Doc/it come miglior documentario al film Il sangue verde di Andrea Segre, per il quale la Piccola Bottega Baltazar ha scritto la colonna sonora.
Nel corso degli anni il gruppo riceve numerosi premi, tra i quali il premio Valmarana nel 2000, il premio Risonanze nel 2002, il premio RockitEyes nel 2004, il premio Monferr’Autore nel 2005, il premio Sisme per la miglior esibizione live nel 2011, il Premio Musicultura nel 2011.
Si esibisce, oltre che in tutta Italia, anche all'estero, in particolare in Grecia, Spagna, Germania, Svizzera, Messico, Bahrein.
È ospite di molti festival e manifestazioni: nel 2011 suona al Festival della Letteratura di Mantova ed è ospite del Club Tenco al Teatro Ariston di Sanremo.
Degna di nota è la collaborazione con l'attore Vasco Mirandola, con il quale il gruppo propone spesso reading e spettacoli.
Nel 2015 compone la colonna sonora del film La prima neve di Andrea Segre, presentato alla 70ª Mostra internazionale d'arte cinematografica di Venezia.
Nel 2016 esce l'album Sulla testa dell'elefante, candidato alla Targa Tenco 2016 come miglior album dell'anno (il brano Rugby di periferia è candidato nella categoria "Canzone singola").

## Formazione

### Formazione attuale
- Giorgio Gobbo - voce e chitarre
- Sergio Marchesini - fisarmonica e pianoforte
- Riccardo Marogna - clarinetto, sassofono, sintetizzatori
- Antonio De Zanche - contrabbasso e basso elettrico
- Graziano Colella - batteria e percussioni

### Ex componenti
- Marco Toffanin - fisarmonica

## Discografia

### Album
- 2002 - Poco tempo, troppa fame - Omaggio a Fabrizio De Andrè (Azzurra Music)
- 2004 - Canzoni in forma di fiore (Azzurra Music)
- 2007 - Il disco dei miracoli (Azzurra Music)
- 2010 - Ladro di rose (Azzurra Music)
- 2011 - Radici (Azzurra Music)
- 2016 - Sulla testa dell'elefante (Azzurra Music)

### Colonne sonore e musiche di scena
- L'allegorie de la statue (musiche di scena) (2006)
- Mare chiuso (colonna sonora dell'omonimo film di Stefano Liberti e Andrea Segre) (2012)
- Non è mai colpa di nessuno, regia di Andrea Prandstraller (2013)
- La prima neve (colonna sonora dell'omonimo film di Andrea Segre) (2015)

### EP
- 2012 - Sospesi sul filo (autoprodotto)